# Hollandia zijspan

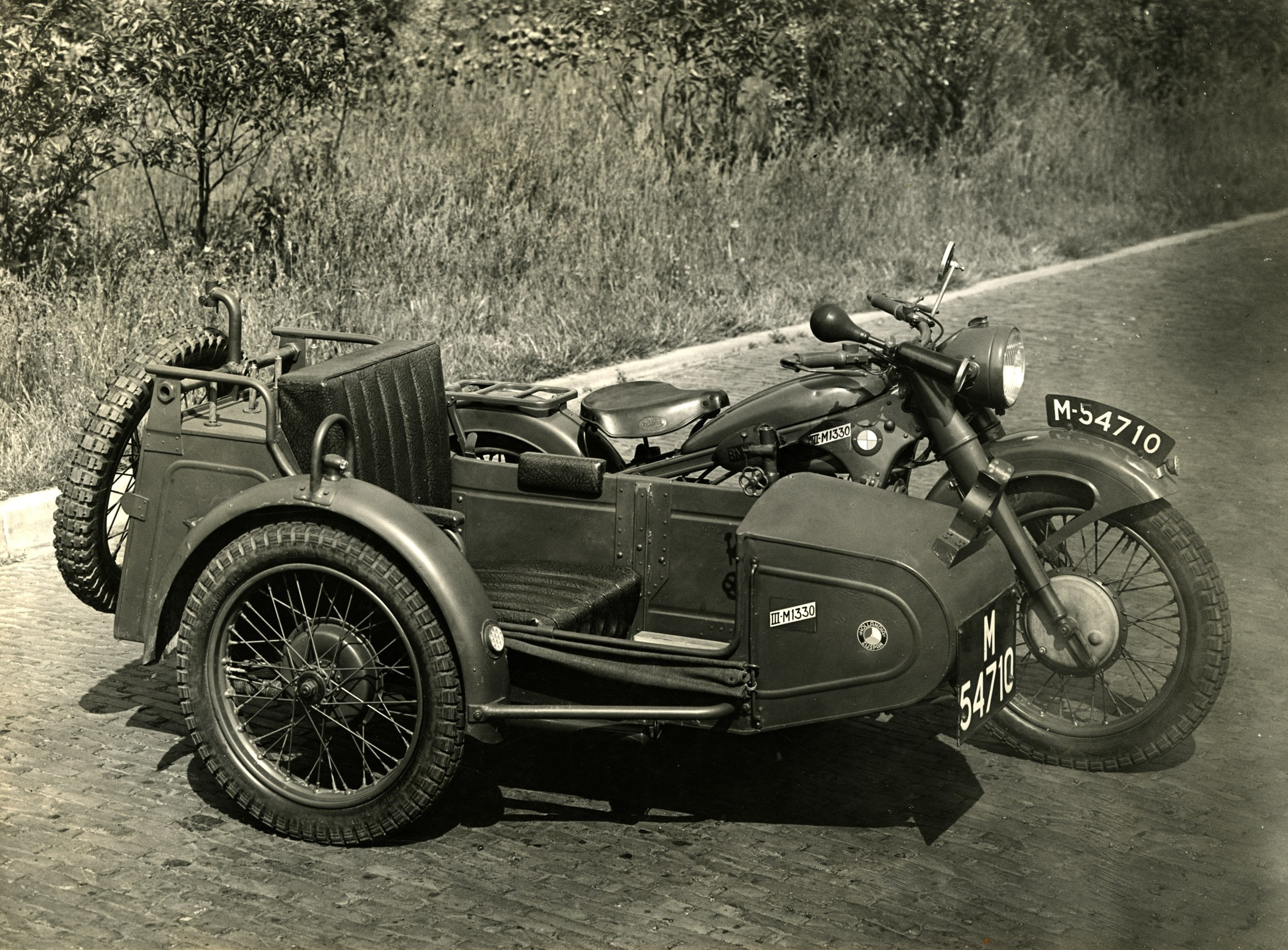
Motorrijwiel BMW met Hollandia zijspan, Nederlandse leger, ca. 1938

De Hollandia zijspanfabriek is een historische Nederlandse fabriek van zijspannen, opgericht door de Amsterdamse zijspancoureur Jan Bon (1903-1975).

## Beginjaren
De spannen werden in Amsterdam geproduceerd, in de Jordaan. Tussen 1938 en 1940 leverde de firma J.A. Bon een drietal zijspanmodellen aan het Nederlandse leger, o.a. voor de Regimenten Huzaren Motorrijders (RHM).
De ontworpen modellen waren:
- een materieelzijspan met personenaccommodatie
- een personenzijspan met materieelaccommodatie
- een (officiers-)personenzijspan

Dat laatste voldeed niet geheel aan de eisen van het RHM, Cavalerie en Wielrijders, en werd later toegewezen aan infanterie-eenheden.
Aanvankelijk werden de zijspannen geproduceerd bij Bon te Amsterdam. Wegens de grote aantallen vond de fabricage later plaats door zowel de firma Bon te Amsterdam, Werkspoor te Utrecht, als Beijnes te Haarlem. Bij 1-RHM werden de zijspannen gemonteerd aan een BMW R12. Bij 2-RHM werden deze gemonteerd aan een BSA G14.

## Tweede Wereldoorlog
Veel van deze militaire zijspannen hebben de Tweede Wereldoorlog niet overleefd. Bij de capitulatie in mei 1940 is het merendeel van het materieel van 1-RHM op het Malieveld in Den Haag in brand gestoken.
In 1941 kocht Bon de voormalige katholieke kerk van Oudenrijn bij Utrecht die sinds 1939 leeg stond. Het kerkgebouw moest worden verbouwd, want het mocht van de aartsbisschop niet op een kerk lijken. De torentjes en steunberen verdwenen, de boogvensters werden langwerpige vensters. Door een extra vloer te maken werd een verdieping gerealiseerd. De zolder werd stoffeerderij en er werd een toonzaal ingericht. Tijdens de oorlog maakte Hollandia houtgasgeneratoren.
Waarschijnlijk is veel materiaal van de zijspanfabriek verstopt geweest voor de Duitse bezetter. Volgens geruchten zou materiaal ingemetseld zijn. Zo zouden bij de erfgenamen van J.A. Bon enkele militaire zijspannen terecht zijn gekomen.

## Na de oorlog
Na de oorlog leverde Hollandia duizenden zijspannen, voornamelijk aan de ANWB, de rijks- en gemeentepolitie, de marechaussee en aan particulieren. Met uitzondering van de ANWB-versie vertoonden de modellen van na de Tweede Wereldoorlog sterke gelijkenissen met de zijspannen van Steib en Harley-Davidson.
In 1975 overleed Jan Bon en hield de Hollandia zijspanfabriek op te bestaan. In het gebouw werd constructiebedrijf Metak gevestigd.

## Overgebleven militaire zijspannen
- een materieelzijspan met personenaccommodatie met BSA staat in het museum van het Artillerie Schietkamp bij 't Harde).
- een personenzijspan met materieelaccommodatie met BSA staat in het Nationaal Militair Museum te Soesterberg.
- een niet-correctie versie staat bij het Cavaleriemuseum te Amersfoort.
- een personenzijspan met materieelaccommodatie met BMW R12 is in privé bezit na verkoop door de erfgenamen.[bron?]
- een (officiers) personenzijspan uit de erfenis van J.A. Bon is tevens in privé bezit gekomen.[bron?]